# 埼玉大学教育学部附属中学校
埼玉大学教育学部附属中学校（さいたまだいがくきょういくがくぶふぞくちゅうがっこう）は、埼玉県さいたま市南区別所の国立中学校である。
周辺では「埼大附中」「附属中」「附中」「埼大附中（さいだいふちゅう）」などと略されることが多い。正門の表記は「埼玉大学教育学部付属中学校」である。
県立浦和高校・県立浦和一女・県立大宮高校といった埼玉県公立トップ校や栄東高校・開智高校・川越東高等学校・淑徳与野高校といった県内私立トップ校への進学者が圧倒的に多い。
さらに、例年開成高校や筑波大学附属高校、お茶の水女子大附属高校、慶應義塾志木高校、早大学院等の全国最難関レベルの高校にも多くの進学者を輩出している。
JR浦和駅下車徒歩約20分。JR中浦和駅 下車徒歩15分。国際興業バス 附属中学校バス停(裏門側)

## 沿革
- 1947年4月1日 新学制の実施に伴い、埼玉大学教育学部の附属中学校として発足
- 1948年4月 校章制定
- 1950年11月3日 校歌制定
- 1951年
  - 4月1日 埼玉大学教育学部附属中学校と校名を変更
  - 10月7日 応援歌制定
- 1959年10月3日 平和と少女の像(中野四郎作)除幕式
- 1966年4月10日 特殊学級開設
- 1970年6月27日 校旗制定
- 1972年4月1日 附属養護学校設立に伴い特殊学級は同校中・高等部となる
- 1974年8月5日 附属養護学校中・高等部が新校舎に移転
- 1979年4月1日 帰国子女教育開始
- 1982年7月14日 女子師範学校記念碑建立
- 1991年9月30日 志木街道沿いの校地整備
- 1997年11月15日 開校50周年記念式典
- 2004年4月1日 埼玉大学が国立大学法人化される
- 開校70周年を記念 学校のキャラクター「おおとりくん」作成。

## 学校教育目標
「正しい判断力とたくましい実践力をもった自主的人間の形成」　　　　

## 学校行事
- 4月：入学式、千年の森合宿（1年生）
- 5月：学校総合体育大会、PTA総会、離任式、進路学習会
- 6月：プール開き、学年PTA、期末テスト、芸能鑑賞教室、学校公開
- 7月：志賀高原林間学校（2年生）、終業式
- 9月：始業式、附中祭、生徒会本部役員選挙、京都・奈良方面修学旅行（3年生）
- 10月：新人戦大会、中間テスト
- 11月：期末テスト（3年）
- 12月：期末テスト（1・2年）、学年PTA、学校説明会、長距離走大会、終業式
- 1月：始業式
- 2月：入学試験、PTA（3年）
- 3月：学年末テスト、卒業式、PTA（1・2年）、三送会、球技大会、帰国生徒入試、終業式、修了式

## 生徒
- 埼玉大学教育学部附属小学校からの進学者と中学受験（一般入試及び帰国生徒入試）で入学するものがいる。
- 通学区はさいたま市、川口市、戸田市、蕨市

## 出身者
- 東海林のり子 - 芸能レポーター。昭和25年卒。
- 轡田隆史 - 元朝日新聞論説委員。元サッカー選手。昭和26年卒。
- 足立和浩 - 哲学者。昭和32年卒。
- 相川宗一 - 元浦和市長。元さいたま市長。昭和33年卒。
- 福永信彦 - 元自民党衆議院議員。昭和34年卒。
- 神野直彦 - 東京大学名誉教授。経済学者（財政学）。地方財政審議会会長。昭和36年卒。
- 川上信夫 - 元Jリーグ・マッチコミッショナー。元サッカー選手。昭和38年卒。
- 原田有造 - 元財務官僚。元カザフスタン大使。昭和40年卒。
- 小縣方樹 - 元JR東日本代表取締役副社長、昭和42年卒。
- 丸山圭子 - シンガーソングライター。昭和45年卒。
- 天野篤 - 順天堂大学医学部心臓血管外科教授。天皇陛下の手術執刀医。昭和46年卒。
- 矢作公一 - 元プロ野球選手（日本ハムファイターズ）。昭和57年卒。
- 田島祐子 - 元テレビ新潟アナウンサー。平成元年卒。
- 山元香里 - 元福島テレビアナウンサー。平成10年卒。
- 佐俣アンリ - 投資家。平成12年卒。
- 田坂藍 - ラグビーユニオン選手。平成19年卒。
- 広瀬陸斗 - サッカー選手。平成23年卒。

## その他
- 埼玉県立浦和西高等学校　1956年（昭和31年）まで敷地を共用していた。
- 埼玉大学教育学部の附属校であるため、同学部の学生が年3回教育実習生として授業等の実習を行っている。（3年生のみ年2回）

## 関連校
- 埼玉大学
- 埼玉大学教育学部附属小学校
- 埼玉大学教育学部附属特別支援学校
- 埼玉大学教育学部附属幼稚園